# Anticult
Anticult – siódmy album studyjny polskiego zespołu deathmetalowego Decapitated.

## Lista utworów
1. Impulse - 06:01
2. Deathvaluation - 04:23
3. Kill the Cult - 04:40
4. One-Eyed Nation - 04:59
5. Anger Line - 03:44
6. Earth Scar - 05:09
7. Never - 06:04
8. Amen - 02:49

## Twórcy
- Wacław „Vogg” Kiełtyka – gitara elektryczna
- Hubert Więcek – gitara basowa
- Rafał „Rasta” Piotrowski – śpiew
- Michał „ML” Łysejko – perkusja